# Kleinbus
Kleinbus ist die Bezeichnung für einen Kleintransporter mit Fenstern und bis zu neun Sitzplätzen, einschließlich Fahrersitz. Sein Fahrgestell ist meistens von einem Nutzfahrzeug abgeleitet oder wird parallel mit einem solchen entwickelt. Bisweilen wird die Bezeichnung auch für Minibusse verwendet, das sind Fahrzeuge ähnlicher Bauart, aber mit größerer Fahrgastkapazität.

## Allgemeines
Kleinbusse sind für die Beförderung von bis zu neun Personen ausgelegt und haben Fenster im Fond. Das Kraftfahrt-Bundesamt bestätigt, dass es bei Bussen eine Grenze von neun Sitzen gibt. Es definiert den Kraftomnibus als ein Nutzfahrzeug, das zur Beförderung von mehr als neun Personen einschließlich Fahrer bestimmt ist. Somit zählt der Kleinbus nicht zu den Kraftomnibussen. Die Industrie- und Handelskammer Aschaffenburg gibt in einem Merkblatt zur Personenbeförderung an, dass Kraftfahrzeuge (auch Kleinbusse) zu den Pkw zählen, die nach ihrer Bauart und Ausstattung zur Beförderung von nicht mehr als neun Personen (einschließlich Fahrer) geeignet und bestimmt sind; während Kraftomnibusse für mehr als neun Personen bestimmt sind.
Der Begriff Kleinbus entstand in Deutschland in den 1950er Jahren mit der Einführung des VW-Busses. Aufgrund der Begrenzung der Passagiere und des Fahrzeuggewichts gilt der Kleinbus noch als Pkw. Üblicherweise überschreitet sein Gewicht nicht das zulässige Gesamtgewicht von 3,5 t, damit darf er entsprechend mit Klasse B-Fahrerlaubnis geführt werden und wird in der Regel als Personenkraftwagen besteuert. Das Kraftfahrt-Bundesamt ordnet Kleinbusse dem Segment Utilities zu. Kleinbusse dienen häufig als Basis für den Ausbau von Reise- und Wohnmobilen und werden in der Fachpresse oft als Van bezeichnet. Seit den 1990er Jahren werden Vans entwickelt, die wegen ihrer Kompaktheit nicht mehr als „Kleinbus“ bezeichnet werden.

## Geschichte
Mit dem VW T1 wurde 1950 der erste Kleinbus in Deutschland auf der Grundlage des VW-Transporters eingeführt. Neben der Standardausführung „Bus“, die bereits eine gegenüber dem einfachen Transporter höherwertige Innenausstattung hatte, mit Himmel und Innenwandbespannungen, wurden anfangs auch serienmäßig „Sondermodelle“ mit gehobener Ausstattung auf den Markt gebracht.
Auch Ford brachte in den 1960er Jahren mit dem Ford Taunus Transit einen Kleinbus mit gehobener Ausstattung heraus, der auf dem Markt jedoch nicht den Durchbruch schaffte.
Parallel zum Trend Richtung Minivan entwickeln die Hersteller weiterhin „echte“ Kleinbusse für den Transport von bis zu neun Personen, es sind luxuriöse Varianten von Nutzfahrzeugen. Diese Hersteller führen zusätzlich zu Kleinbussen meistens auch Vans und Minivans im eigenen Programm oder im Programm eines Kooperationspartners.

## Bekannte Vertreter der Klasse
- Barkas B 1000
- Citroën Jumper, Fiat Ducato, Peugeot Boxer
- Citroën Jumpy, Fiat Scudo, Peugeot Expert, Toyota Proace
- Ford Transit
- Mercedes-Benz MB 100
- Mercedes-Benz T 1
- Mercedes-Benz Vito/Viano/V-Klasse
- Nissan Primastar, Opel Vivaro, Renault Trafic
- VW-Bus

## Bilder

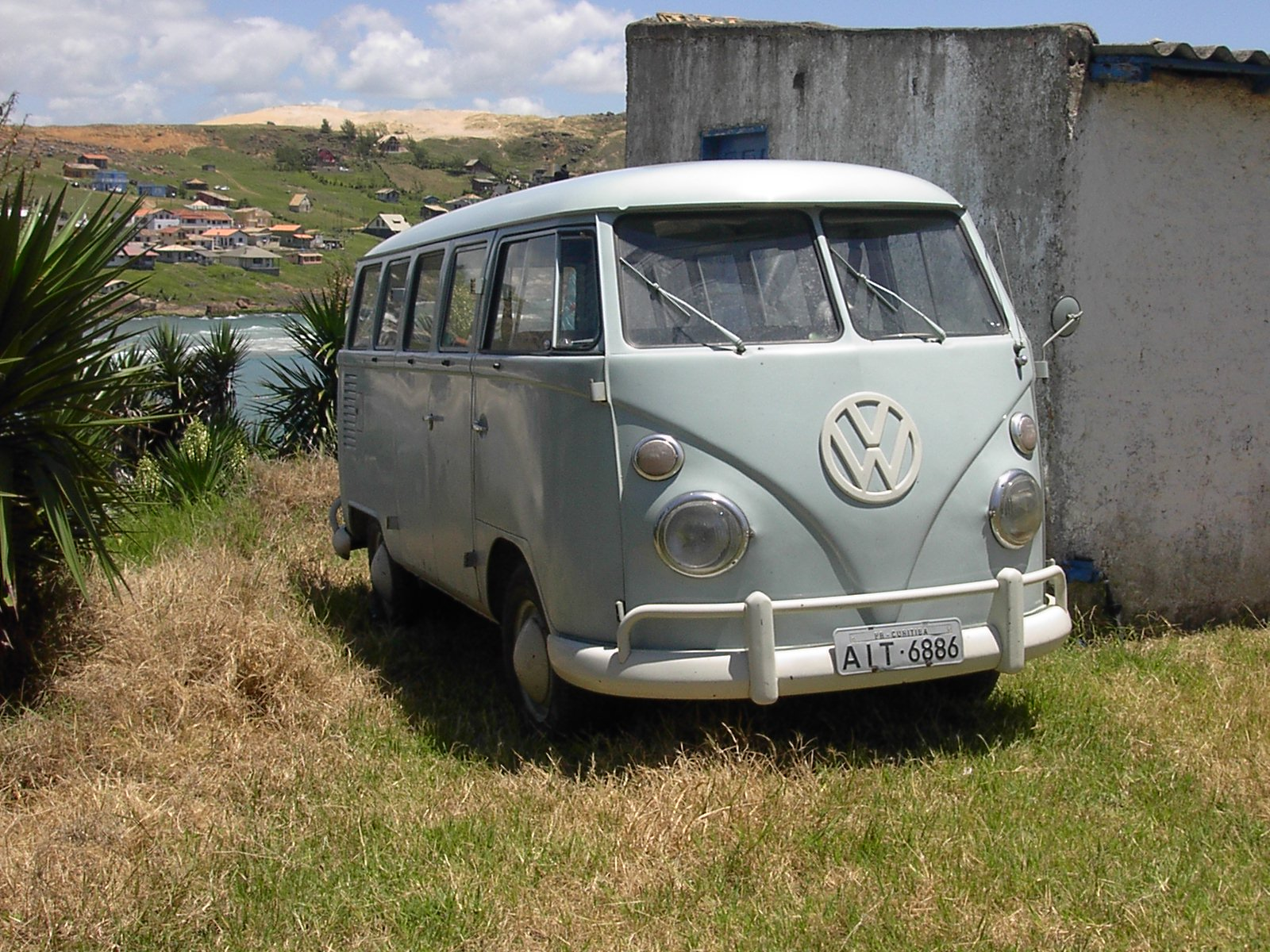
VW T1
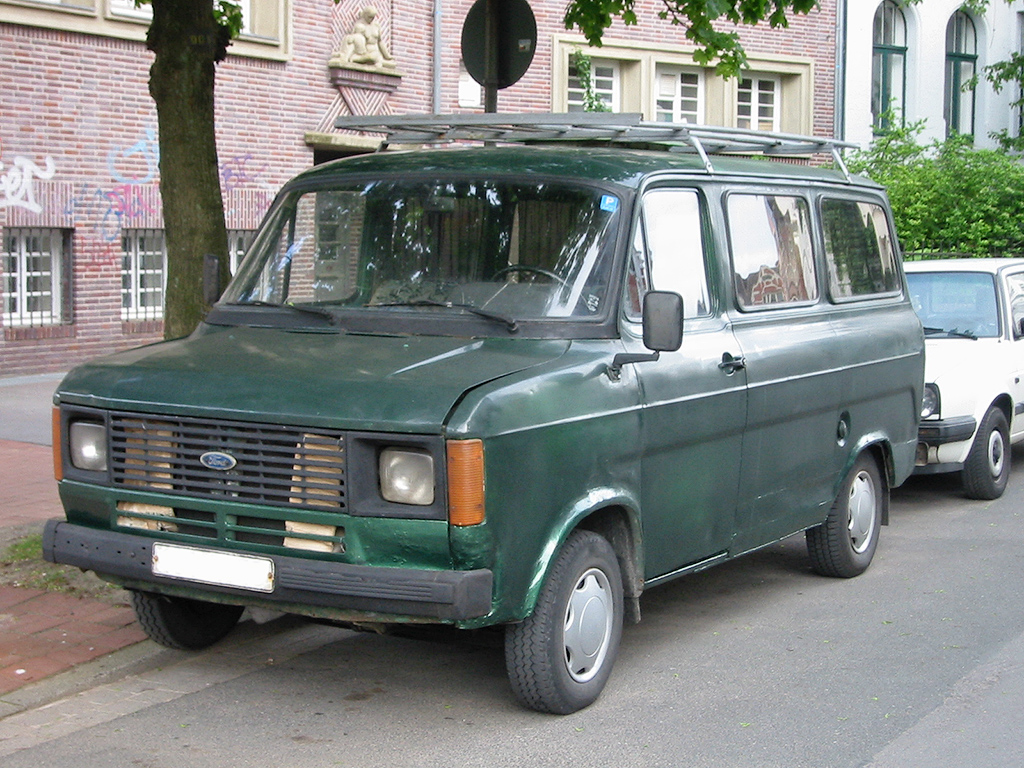
Ford Transit III
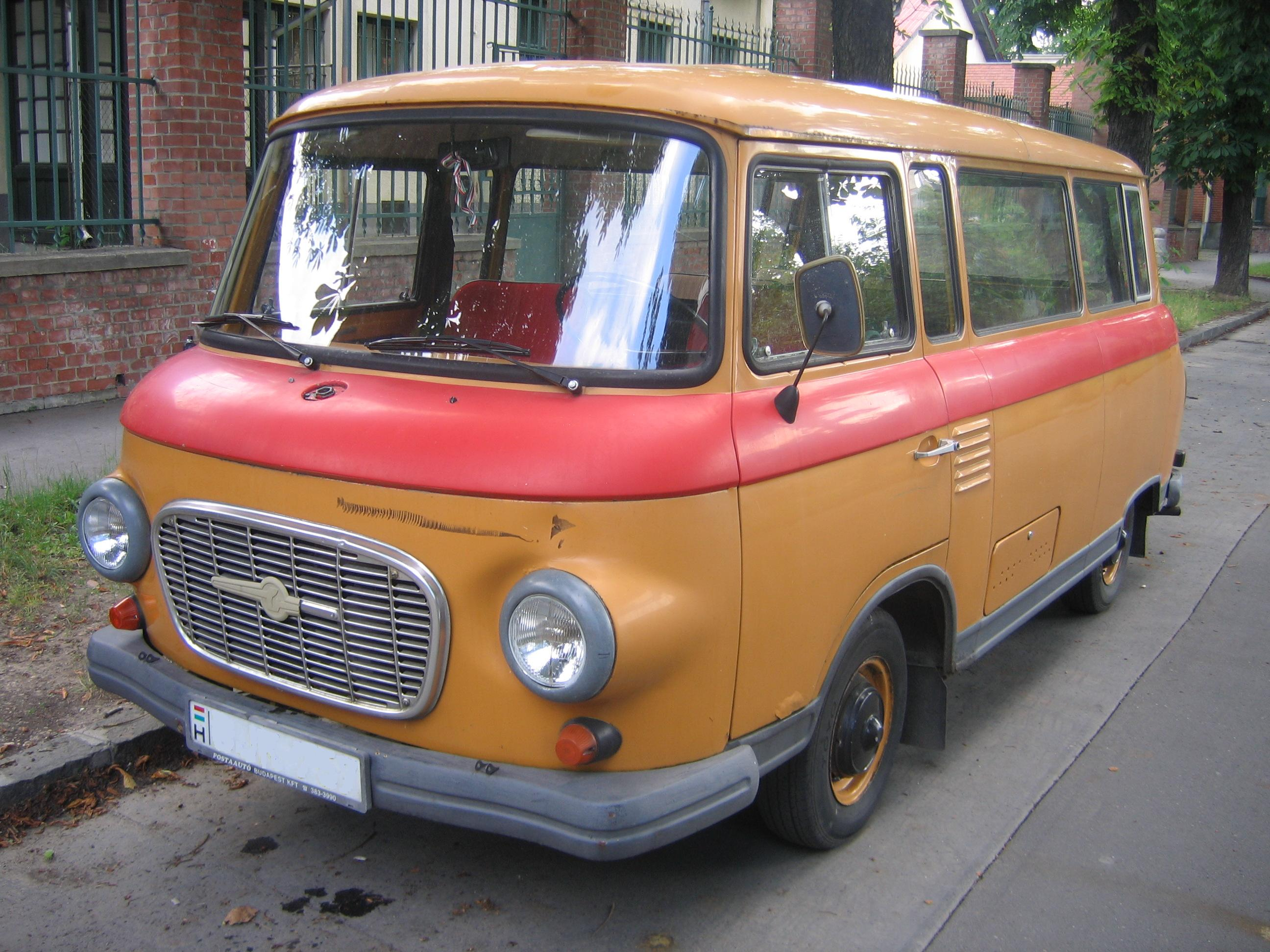
Barkas B 1000
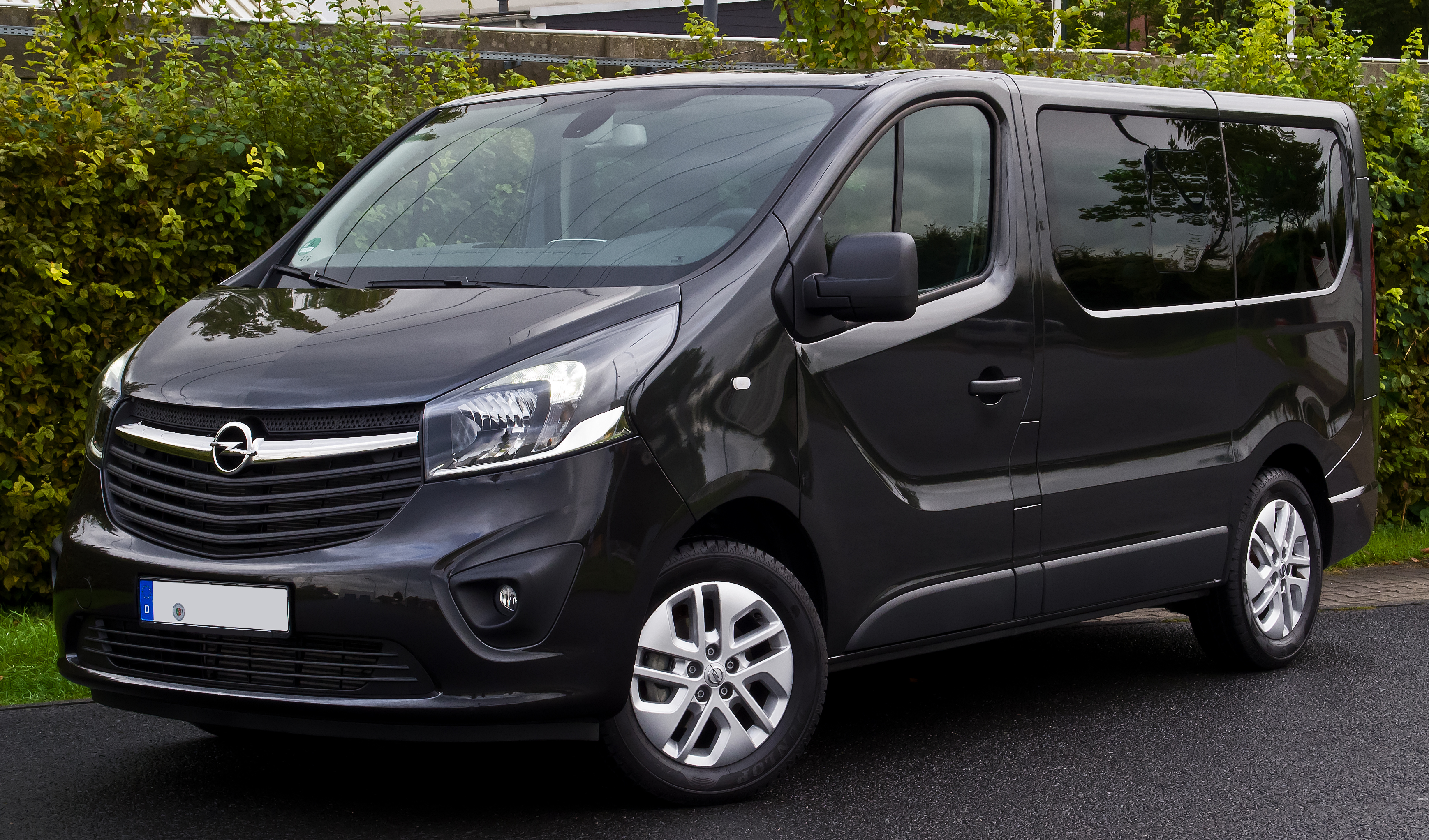
Opel Vivaro
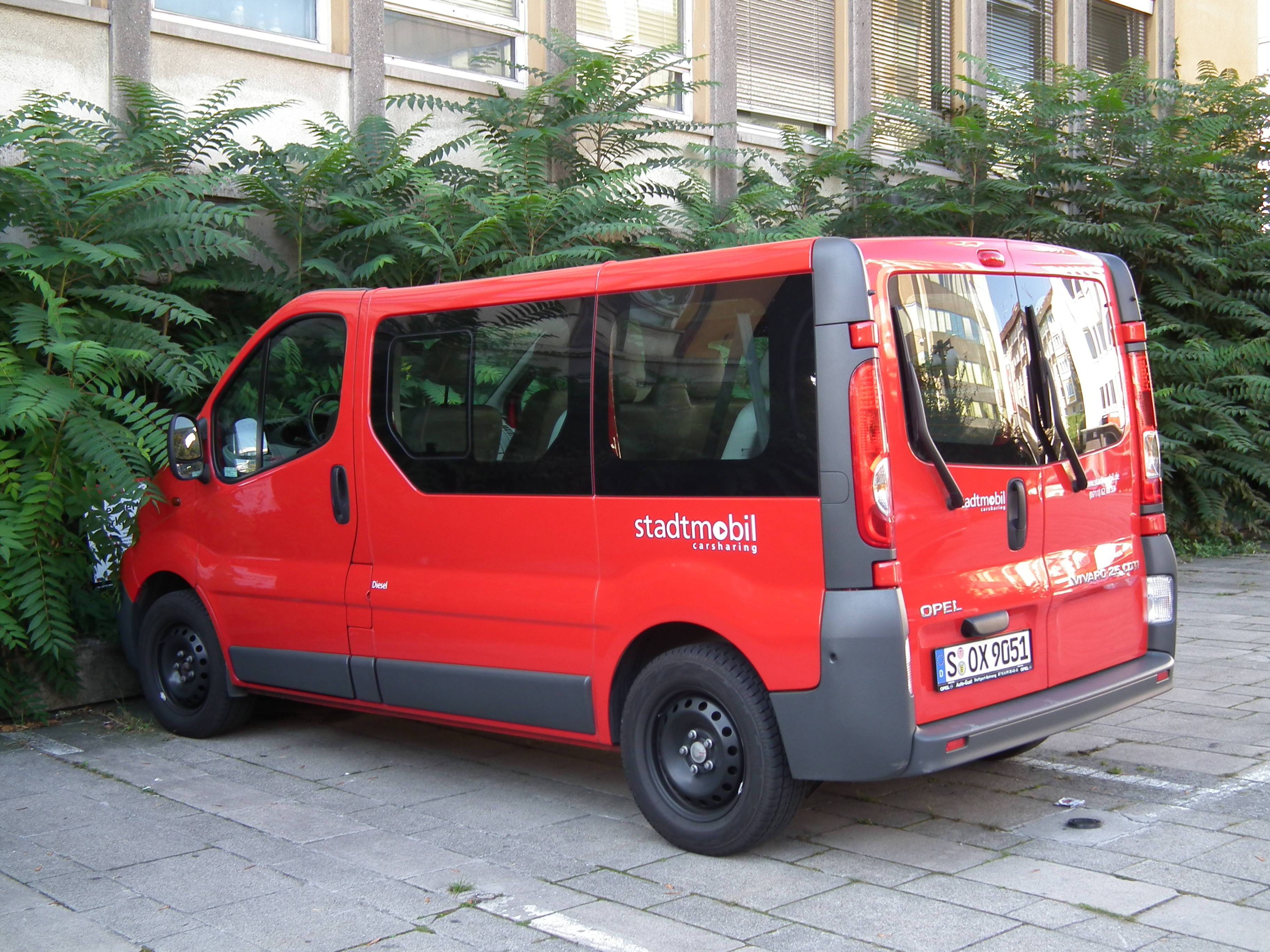
Opel Vivaro, Heckansicht, 2011
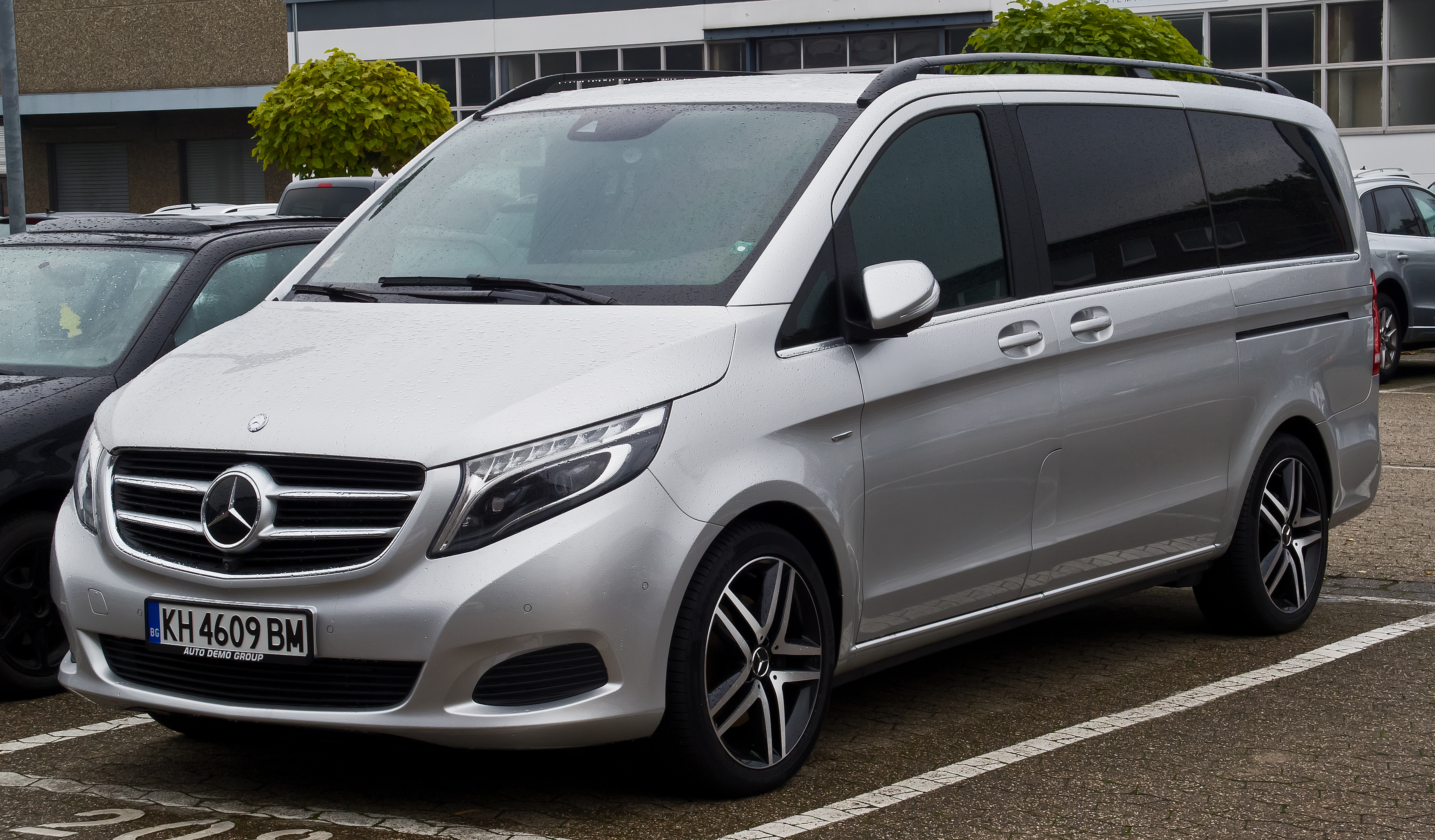
Mercedes-Benz V-Klasse
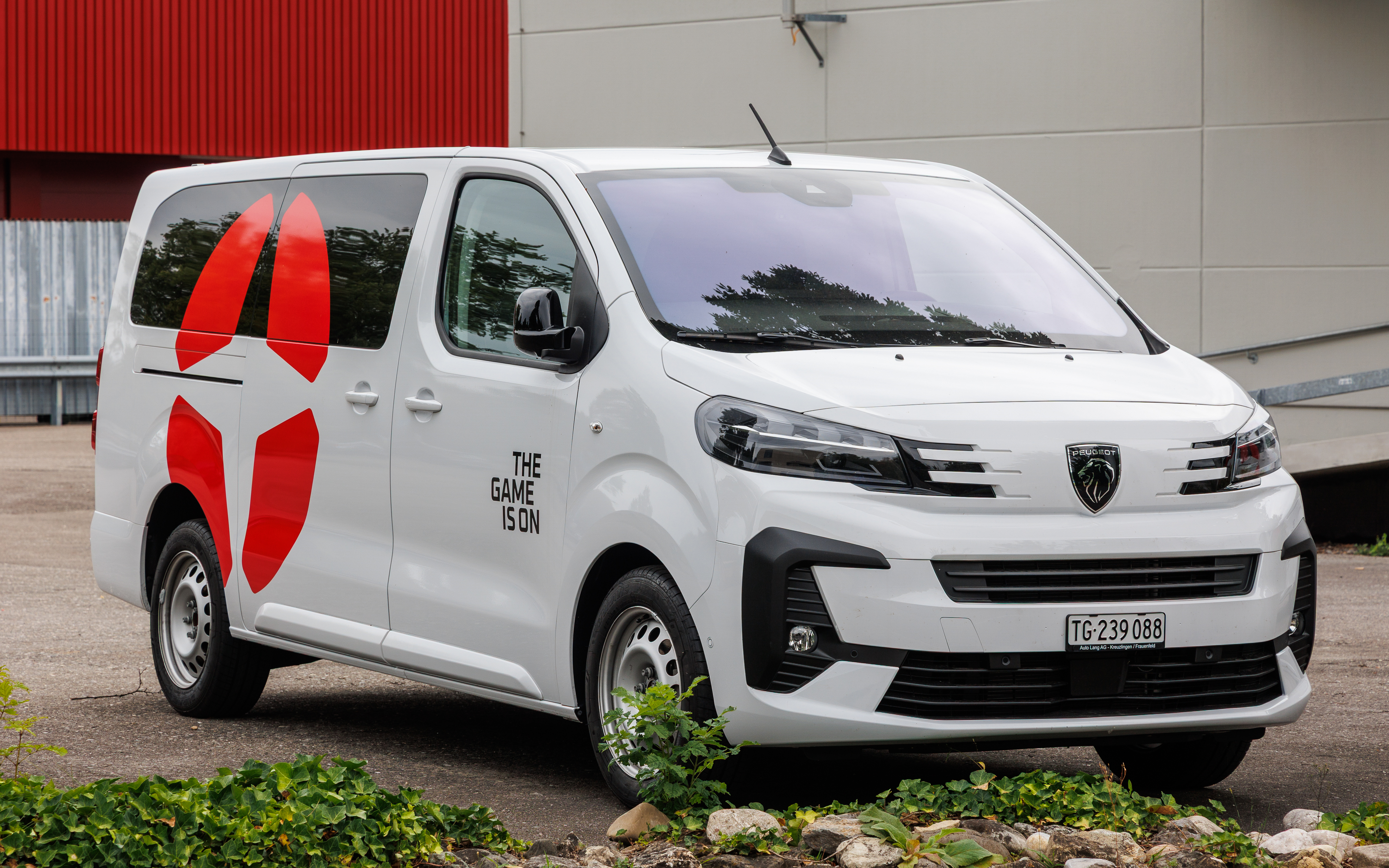
Peugeot Traveller